# Реван
Ре́ван (англ. Revan) — персонаж во вселенной «Звёздных войн», впервые появившийся как игровой персонаж в компьютерной игре Star Wars: Knights of the Old Republic от BioWare. Сюжет игры проходит примерно в 4000 ДБЯ.
История Ревана главным образом развивается в игре Star Wars: Knights of the Old Republic, где рассказывается о поисках главным героем, с изменённым сознанием джедаями, древнего оружия — Звёздной Кузницы. В процессе игры появляются флешбэки его прошлых деяний по поиску этого артефакта — в те времена, когда он ещё был Лордом ситхов Дартом Реваном. Его история до этих событий рассказана в комиксах «Рыцари Старой Республики» и различных справочниках по миру Старой Республики. Его история также развивается во второй части игры Star Wars: Knights of the Old Republic II — The Sith Lords и в других произведениях по вселенной Star Wars.
Изменённая джедаями личность Ревана, ставшего джедаем, занимает центральное место в сюжете игры и формирует основной сюжетный поворот в Star Wars: Knights of the Old Republic, где игрок обнаруживает к концу игры, что его герой — бывший владыка-ситх. Персонаж быстро стал одним из главных наиболее оценённых персонажей эпохи Старой Республики и получил значительное внимание со стороны критиков и поклонников вселенной Звёздных войн.
Перед игроком предоставлен выбор пола. Выбор мужского или женского пола для Ревана приводит лишь к различиям в плане того, с кем у героя может быть любовная линия в процессе игры, а также к некоторым расхождениям в отношении к другим персонажам по ходу сюжета. Ранее мужская версия Ревана считалась каноничным. Однако служивший под командованием Ревана пилот по имени Эттон Рэнд во второй части игры по умолчанию отмечает, что Реван была женщиной. Впрочем, по желанию игрока это можно опровергнуть (с технической точки зрения, данный диалог нужен именно для того, чтобы игрок мог выбрать пол Ревана для игры, аналогичным образом диалоги с Рэндом во второй части игры определяется игроком концовка первой части KotOR, а также, какой был меч у игрока до изгнания). В литературных произведениях и в игре Star Wars: The Old Republic — Реван мужского пола, также фигурирует Бастила Шан и правнучка Сатель Шан. В игре Star Wars: Knights of the Old Republic его озвучивал Рино Романо, в MMORPG 2011 года Star Wars: The Old Republic — Джефф Беннетт.

## История

### Рыцарь Старой республики
О происхождении Ревана нет достоверных сведений. Известно только то, что он родился за 3983 года ДБЯ. Мастер-джедай Крея, которая была его наставником, считала, что он родился в одном из так называемых Неизведанных регионов за пределами Внешнего кольца. Он тренировался как джедай под руководством нескольких мастеров, в том числе Креи, на Корусанте и Дантуине. Он считал главной целью завоевание территорий. Эта война принесла ему прозвище «мститель». После геноцида катаров, устроенного мандалорцами, он отправился на войну с группой джедаев вопреки решению Совета джедаев. Он, как и его ученик Алек Скуинкаргесимус (впоследствии известный как Дарт Малак), был предупреждён Советом, который беспокоился, что его желание завоевания разрушает его личность. Он, тем не менее, собрал армию из тысяч джедаев с целью борьбы с мандалорцами в ходе провозглашённого им «крестового похода джедаев». Реван во главе «реваншистами» — силами джедаев, разбил силы мандалорцев, убив их духовного лидера, Мандалора Великого. Он спрятал его шлем, артефакт, без которого мандалорцы не могли больше иметь лидера, на Реккиаде.

### Поиски Звёздной Кузницы
На Малакоре V, во время последнего сражения этой войны, Реван и Алек обратились к Тёмной стороне Силы и начали поиски могущественного древнего оружия, Звёздной Кузницы. Но они улетели с остатками Реваншистов и Республиканских Солдат в неизведанные Регионы. Там он встретился с Императором «Истинных» ситхов. В течение многих месяцев Реван и Малак притворялись членами Империи Ситхов, и спустя несколько месяцев вторглись в зал Императора ситхов совершив государственный переворот. По возвращении Реван провозгласил себя Тёмным Владыкой Ситхов и взял своего лейтенанта и друга Алека себе в ученики. Он взял себе имя Дарт Реван, а своему ученику дал имя Дарт Малак. Они в итоге обнаружили Звёздную Кузницу и создали мощный флот. Однако Реван в конечном счёте отказался от мощности Кузницы, сознавая, что она была слишком опасна для того, чтобы позволить ей создать жизнеспособную империю. После этого он отправился на завоевание Галактики и без труда завоевал большую часть Внешнего Кольца.
Однако его успешный путь закончился после того, как он был захвачен группой джедаев при участии Бастилы Шан. Дарт Малак, почувствовавший возможность одновременно избавиться как от джедаев, так и от своего наставника, предал последнего, открыв огонь со своего корабля по флагманскому мостику, но не сумел его убить. После крушения корабля Ревана, получившего тяжёлое ранение и потерявшего память, Дарт Малак принял командование над силами ситхов. На Дералии Совет джедаев принял решение «перепрограммировать» личность Ревана и оставить его в живых.
«Новый» Реван проснулся с амнезией на борту «Шпиля Эндара», корабля Галактической республики, где находилась Бастила Шан, которая преследовалась силами ситхов. Ему удалось бежать с помощью Карта Онаси, солдата Республики. Они сели на спасательный модуль и совершили аварийную посадку в верхнем городе планеты Тарис, страдавшем от карантина, устроенного ситхами. Оба отправились на поиски Бастилы Шан и обнаружили её в нижнем городе. Вместе они сумели сбежать из Тариса и укрыться в анклаве джедаев на Дантуине. Там они узнали о существовании Звёздной Кузницы, вновь овладеть которой страстно желал Дарт Малак. После этого они отправились на поиски утерянной Звёздной Карты, которая содержала информацию обо всей Галактике и являлась единственным ключом нахождения места расположения Кузницы. Пойманный в ловушку с его группой адмиралом Саулом Каратом, Реван был заключён в заточение на корабле ситхов «Левиафане». Он сумел бежать, но у Дарта Малака было время, чтобы раскрыть его настоящую личность, так же как и двойную игру Бастилы Шан, которая знала, но скрывала правду о Реване от него самого. Дарт Малак во время битвы сумел захватить, будто бы погибшую, Бастилу и обратить её на Тёмную сторону Силы. Реван и его спутники, в ходе их поисков, обнаружили в конечном счёте все части Звёздной Карты и направились к планете Лехон, где и находилось древнее оружие. Они сумели приблизиться к Кузнице благодаря помощи сил Республики. Звёздная Кузница, как оказалось, находилась под усиленной охраной флота ситхов, действия которого координировались Бастилой Шан и её подручными. Реван, в итоге, встретился лицом к лицу с Дартом Малаком и победил его в финальном бою. Он также сумел, по канонической линии, вернуть Бастилу Шан на Светлую сторону, в частности, путём осознания своей любви к ней. После этого она использовала свои навыки боевой медитации для помощи силам Республики против флота ситхов, который потерпел поражение в сражении при Раката-Прайм, что закончилось в итоге разрушением древнего оружия.

## Дальнейшая судьба
В игре Star Wars: Knights of the Old Republic II — The Sith Lords сообщается больше информации о том, что произошло с Реваном после сражения у Раката-Прайм. По словам его бывшего наставника, Креи, он отправился в Неизведанные Регионы Галактики, чтобы вести войну против фракции, известной под именем «истинные ситхи». Он также вручил шлем Мандалора своему компаньону Кандерусу Ордо, чтобы тот смог объединить кланы Мандалорцев, которые Реван разбил в сражении у Малакора V. Есть также сведения, что Изгнанница попыталась присоединиться к нему в его войне в Неизведанных Регионах, но точных сведений о том, что там произошло, нет. Через 300 лет после его исчезновения история вселенной сообщала, что Реван не возвратился из Неизведанных Регионов. За 1000 ДБЯ несколько ситхов вдохновлялись примером Дарта Ревана: Дарт Бейн, который нашёл голокрон Тёмного Владыки на Лехоне, и Дарт Риван, который идентифицировал себя с Реваном после ошибочного прочтения рукописи ситхов.
В игре Star Wars: The Old Republic можно узнать, что Реван был захвачен императором и был помещён в тюрьму, где находился в стазисе, а его жизнь поддерживалась с помощью ситхской магии, при этом сам император черпал из него силы. Однако у этой связи было двойное направление: Реван сам пользовался оказываемым им влиянием на императора-ситха, чтобы убеждать его в том, что мир будет наилучшим решением, для заключения Корусантского договора. Освобождённый джедаями, Реван потерпел поражение от имперских сил на Фабрике, куда он отправился для строительства армии для борьбы с Империей. Однако погиб он в итоге или нет — неизвестно.
В дополнении Shadow of Revan, действие которого происходит уже после «поражения», выясняется, что Реван частично жив. После поражения его дух разделился на две части. Светлая часть стала «единой» с силой, а тёмная отказалась покинуть мир живых. «Тёмный» Реван был не готов умереть, он жаждал отомстить Императору за все мучения, через которые он прошёл. Позже он находит на Явине IV древний храм ситхов, способный вернуть мёртвого Императора к жизни. Он возрождает «Орден Реванитов» и готовится провести ритуал воскрешения. Для того, чтобы остановить Ревана, Империя и Республика объединяют силы для штурма Явина, так как, согласно информации, Реван не сможет убить Императора, который в итоге поглотит всю галактику. В процессе борьбы с войсками реванитов герои встречают светлую часть души Ревана, который просит их остановить «самозванца». Думая, что Реван мёртв, герои входят в храм, где «самозванец» снимает маску и показывает им лицо. Герои понимают, что перед ними настоящий Реван (тёмная сторона его души в настоящем теле, то есть технически это Дарт Реван). После победы над ним дух Императора появляется в храме (только голос) и говорит, что ритуал для его воскрешения не является необходимым: все убитые на Явине дали ему достаточно сил чтобы вернуться в галактику. После его исчезновения тёмная и светлая сторона души Ревана объединяются, вследствие чего тело Ревана окончательно умирает (хотя его уже целый дух жив в Силе).
В дополнении Onslaught во время Третьей галактической войны, Реван появился в виде призрака, чтобы помочь спасти проклятых Сатель Шан и её учеников. Позже в разуме Сатель Шан Реван помог Командующему Альянсом отбиться от трех ипостасей Тенебри (Императора Ситхов), которые пытались воскресить себя. Когда Командир, наконец, смог найти в себе силы для борьбы, Реван и все те, которыми Тенебри манипулировал и убивал на протяжении веков, включая Митру Сурик, появились позади Командующего, чтобы помочь ему в последней битве. В конце концов, Тенебри был окончательно побеждён и Реван, наконец, обрёл покой и стал единым с Силой.

## Альтернативная линия
Согласно канонической истории «Звёздных войн», Реван — человек, последовавший за Светлой стороной Силы после изменения его личности. В Star Wars: Knights of the Old Republic игрок, который играет за него, когда он страдает амнезией, может выбрать, чтобы его протагонист был женщиной и/или чтобы он последовал по пути Тёмной стороны Силы. Вследствие альтернативного выбора игрока в сюжете игры возможны различия по сравнению с классическим вариантом.
Во время вторых поисков Звёздной Кузницы, о которых рассказывается в игре Star Wars: Knights of the Old Republic, Реван может присоединиться к Бастиле Шан, встав на путь Тёмной стороны Силы, или попробовать убедить её присоединиться к Светлой стороне. В первом случае он убивает своих союзников с Чёрного Ястреба и достигает Кузницы с помощью Бастилы Шан. Далее он убивает Дарта Малака и вновь берёт под командование армию ситхов. Господствуя затем в Республике, он, однако, в конечном счёте не уничтожает её окончательно и однажды исчезает. Голокрон Бастилы Шан обнаруживают на Коррибане, где она рассказывает, что ситхи проиграли войну после исчезновения своего Владыки. Он отправился в Неизведанные Регионы, чтобы остановить серьёзную угрозу, ставшую основой Мандалорских войн. Если игрок выбирает Светлую сторону, Реван может попытаться вернуть Бастилу к Свету, и, если ему это удаётся, она присоединяется к нему, чтобы победить Дарта Малака, но если игрок потерпит неудачу, он должен её убить, чтобы встретиться лицом к лицу с Лордом ситхов.
Если игрок решает воплощать женщину в Star Wars: Knights of the Old Republic, романтичная интрига изменена: Джухани обнаруживает свою любовь к Ревану (вместо своей дружбы, если герой — мужчина), и главная история любви касается теперь не Бастилы Шан, а Карта Онаси. Игрок может решить убить данного персонажа, если он присоединяется к Тёмной стороне Силы, или, если он остаётся на Светлой стороне, Онаси погибает от руки Бастилы Шан.

## Характеристики

### Личность и навыки
Личность Ревана, после её изменения, не описана, так как именно игрок решает его судьбу и характер в Star Wars: Knights of the Old Republic, где герой страдает амнезией. Прежний характер Ревана описан общими словами: он жаден до завоеваний и у него есть жажда мести. Имя «Реван», как и большинство имён ситхов в мире Star Wars, вероятно, произошло не от английского языка. Оно перекликается с его прозвищем «мститель» и происходит, возможно, от французского слова «revanche» (месть). Точные причины его перехода на Тёмную сторону Силы неизвестны. После провозглашения себя Тёмным Владыкой ситхов его личность оказалась испорчена злом и стала соответствовать классическим чертам характера ситха.
Сила дала Ревану очень мощные способности джедаев и ситхов, среди которых телекинез и способность управлять молниями. В Star Wars: Knights of the Old Republic II — The Sith Lords он сражается двумя световыми мечами одновременно, что может означать, что он владеет стилем боя Jar' Kai, который позволяет вести бой с двумя мечами одновременно. Кроме того, он владеет множеством языков (всеобщий, хаттский, мандалорский и так далее). Будучи тонким тактиком, он организовывал свои атаки так, что они приводили к малому числу жертв среди гражданского населения, так как он мечтал построить стабильную ситхскую империю; это резко контрастирует с действиями Дарта Малака, который, когда принял командование над флотом ситхов, проявил себя как безжалостный убийца.

### Внешний вид и голос
Настоящая внешность Ревана неизвестна. Персонаж главным образом действует в игре Star Wars: Knights of the Old Republic, где игрок может выбрать его внешность. Он может также выбрать его пол, но, согласно официальным установкам сюжета игры, Реван — человек по расе, что ограничивает набор его внешностей, предложенный для выбора. Также существует рекламный ролик, где Ревана играет актёр, который, вероятно, служит для того, чтобы дать представление о его внешнем виде. В серии комиксов «Рыцари Старой Республики» он всегда представлен в капюшоне, покрывающем голову, и его лицо невидимо.
Дарт Реван всегда изображается в броне, которая покрывает всё его тело. Поскольку игрок может выбрать пол Ревана в Star Wars: Knights of the Old Republic, эти доспехи не обладают какими-то особенными мужскими характеристиками и остаются довольно нейтральными (мантия, широкий нагрудник и так далее). Дарт Реван всегда носит капюшон, прикреплённый к серому плащу, перчатки и бронированные сапоги. Он также носит мандалорский шлем, который он обнаружил на планете катаров. Этот шлем принадлежал женщине, которая сопротивлялась геноциду катаров, проводимому мандалорцами, и которая была убита, защищая их. Атрибуты мандалорцев появились в мире Star Wars со шлемом Бобы Фетта, он во многом способствовал известности персонажа, усиливая тайну вокруг него.
Диалоги Ревана не озвучены в Star Wars: Knights of the Old Republic, но его голос можно услышать во время боёв. В английской версии игры персонажа озвучивал Рино Романо.
В Star Wars: The Old Republic Реван показан как мужчина со светлой кожей, чёрными волосами, усами и бородкой. Его лицо покрыто шрамами, а телосложение стало несколько худощавым (вероятно, тело истощилось за столетия борьбы и плена у Императора Ситхов).

## Отзывы
Персонаж Реван был в целом хорошо принят специализированными изданиями и поклонниками Star Wars. По словам 1UP.com, Дарт Реван является убедительным злодеем. Он позволяет Knights of the Old Republic быть либо историей искупления, если игрок следует за Светлой стороной Силы, либо историей «непрерывности» персонажа, если он следует за Тёмной стороной. В 2008 году Джесси Шедин составила для IGN.com список лучших злодеев и лучших героев мира Star Wars. Дарт Реван и Дарт Малак заняли пятое место в списке лучших злодеев по мнению редакции; сайт отметил их памятные появления в игре, тактический талант Дарта Ревана как впечатляющий и борьбу между двумя ситхами, которая делала их трагическими фигурами. Реван не был выбран редакцией в топ лучших героев мира Star Wars (он занял только двенадцатое место в списке), но был выбран в качестве любимого героя читателями, заняв седьмое место в топе читательских симпатий, что свидетельствует о его популярности у поклонников. Он был героем дважды, в первый раз во время Мандалорских войн, а во второй — с его личностью и искуплением. Статуэтки Ревана, выпущенные Hasbro, стали популярны у поклонников. Реван относится к числу персонажей расширенной вселенной Star Wars, наиболее оценённых поклонниками.
Сама Джесси Шедин, составительница списка для IGN.com, обозначила Ревана как одного из тех персонажей «Звёздных Войн», которых она хотела бы увидеть в Soulcalibur, назвав его «одним из немногих персонажей расширенной вселенной, которых можно поставить в один ряд с лучшими героями фильмов». Сайт UGO Networks поставил его на девятое место в списке лучших персонажей расширенной вселенной Star Wars. Роберт Уоркмен из GameDaily отметил Ревана как одного из своих любимых персонажей компьютерных игр по мотивам Star Wars.
Окончательный сюжетный поворот, который происходит прямо перед нахождением последней части Звёздной Карты, открывает для игрока настоящую личность Ревана. Этот приём, который можно признать товарным знаком вселенной Star Wars и разработчика Bioware, способствовал усилению популярности персонажа. ScrewAttack отметил момент, в котором игрок понимает, что его протагонист — Дарт Реван, в качестве десятого в топе «OMGWTF». Edge также отметил этот момент как один из самых потрясающих в компьютерных играх. Крис Буфф из GameDaily отметил этот момент как четвёртый в его топе развязок в компьютерных играх, а Роберт Уоркмен отметил его как один из восьми моментов в играх Bioware, которые потрясли его.
Данный момент изменяет всё восприятие персонажа, если у игрока имеется представление о мире Старой Республики, впервые созданном для игры Knights of the Old Republic. Он добавляет также «дополнительное измерение» к финальной дуэли между Реваном и Дартом Малаком — месть лорда, который будет сильнее, если игрок следует за Тёмной стороной. Если игрок следует за Светлой стороной, он будет шокирован этим открытием, которое также подразумевает предательство Бастилы Шан, но это также прольёт свет на его переход на Тёмную сторону Силы и позволит игроку вернуться к своим истокам. Этот поворот рассматривается критиками как одна из наиболее выдающихся неожиданных развязок в истории компьютерных игр.